# Chitonina
Sous-ordre
Les Chitonina sont  un sous-ordre de mollusques polyplacophores de l'ordre des Chitonida.

## Liste des familles
Selon World Register of Marine Species (30 décembre 2013) :
- famille Callistoplacidae Pilsbry, 1893
- famille Callochitonidae Plate, 1901
- famille Chaetopleuridae Plate, 1899
- famille Chitonidae Rafinesque, 1815
- famille Ischnochitonidae Dall, 1889
- famille Loricidae Iredale & Hull, 1923
- famille Schizochitonidae Dall, 1889

Selon Paleobiology Database (6 décembre 2020) :
- famille Ischnochitonidae